# Йонген, Леон
Леон Йонген (фр. Léon нидерл. Jongen; 2 марта 1884, Льеж — 18 ноября 1969, Брюссель) — бельгийский композитор, дирижёр и музыкальный педагог. Младший брат Жозефа Йонгена.
Учился в Льежской консерватории. В 1913 г. за кантату «Женихи Рождества» (фр. Les fiancés de Noël) был удостоен бельгийской Римской премии (аналога французской). С началом Первой мировой войны Йонген покинул Европу; он жил и работал в Тунисе, Марокко, Китае, Японии и т. д., а в начале 1930-х гг. стал первым руководителем оркестра в открывшемся в Ханое оперном театре. В 1934 г. Йонген вернулся в Бельгию, а в 1939 г. сменил своего старшего брата на посту директора Брюссельской консерватории и занимал его в течение 10 лет. В 1960 г. Йонген возглавлял жюри Конкурса имени королевы Елизаветы, в 1963 г. его скрипичный концерт был включён в программу конкурса. Среди других основных произведений Йонгена — симфонические сюиты «Малайзия» (1935), «Венесуэла» (1936), «Маска Красной смерти» (фр. Le masque de la mort rouge; 1956, по Эдгару По), Бельгийская рапсодия для скрипки с оркестром (1948).